# 納瑪吉國家公園
納瑪吉國家公園（英語：Namadgi National Park）是位於澳大利亞首都領地西南部的一個自然保護區，和新南威爾斯州的可西歐斯可國家公園接壤。納瑪吉國家公園位於澳洲首都堪培拉西南40（25英里），佔據了澳大利亞首都領地46%的面積。納瑪吉國家公園被IUCN列為二級保護區。

## 外部連結
- Namadgi National Park official webpage
- Entry for Namadgi National Park on protected planet